# Australia Open 1982 (Badminton)
Die Australian Open 1982 im Badminton fanden vom 6. bis zum 10. September 1982  in Adelaide statt und waren gleichzeitig auch die nationalen Titelkämpfe Australiens.

## Finalresultate
| Disziplin    | Sieger                          | Finalist                         | Ergebnis           |
| ------------ | ------------------------------- | -------------------------------- | ------------------ |
| Herreneinzel | Paul Kong                       | Darren McDonald                  | 6–15, 15–12, 15–7  |
| Dameneinzel  | Maxine Evans                    | Audrey Swaby                     | 11–6, 7–11, 11–9   |
| Herrendoppel | Trevor James Paul Kong          | Michael Scandolera Paul Tyrrell  | 15–9, 15–8         |
| Damendoppel  | Julie McDonald Maxine Evans     | Jennifer Cunningham Audrey Swaby | 15–2, 15–12        |
| Mixed        | Michael Scandolera Maxine Evans | Trevor James Jennifer Cunningham | 10–15, 15–7, 18–16 |